# Biblioteca nazionale Vittorio Emanuele III
La Bibliothèque nationale Vittorio Emanuele III de Naples (en italien : Biblioteca nazionale Vittorio Emanuele III) est une bibliothèque publique d'État en Italie, elle fait partie des bibliothèques nationales italiennes installées dans les capitales des anciens États, comme Rome, Florence, Palerme, Milan...
Elle est située dans le palais royal à Naples, sur l'actuelle place du Plébiscite.
La bibliothèque possède plus de 1 480 747 livres imprimés, 319 187 pamphlets, 18 415 manuscrits, plus de 8 000 périodiques, 4 500 incunables et 1 800 papyrus, dont 800 papyrus provenant d'Herculanum, redécouverts au XVIIIe siècle dans la villa qui prit de ce fait le nom de villa des Papyrus.
Elle est la troisième bibliothèque d'Italie.

## Histoire
La fondation de la bibliothèque remonte aux dernières décennies du XVIIIe siècle. Elle a été ouverte au public le 13 janvier 1804 sous le nom de « Bibliothèque royale de Naples ». Elle était hébergée dans le Palazzo degli Studi, qui abrite aujourd’hui le musée archéologique national. En raison de l’afflux continu de nouvelles collections, il était nécessaire de trouver un emplacement plus grand pour la bibliothèque. Ce n’est qu’à la fin de la Première Guerre mondiale, avec la concession du roi à l’État de ses palais royaux, qu’il a été décidé de transférer la bibliothèque à l’intérieur du Palais Royal, également grâce à l’intervention de Benedetto Croce, alors ministre de l’Éducation publique. Le nouveau site, nommé d’après Victor-Emmanuel III en 1925 et inauguré le 17 mai 1927, a été rouvert au public le 6 juin de la même année.

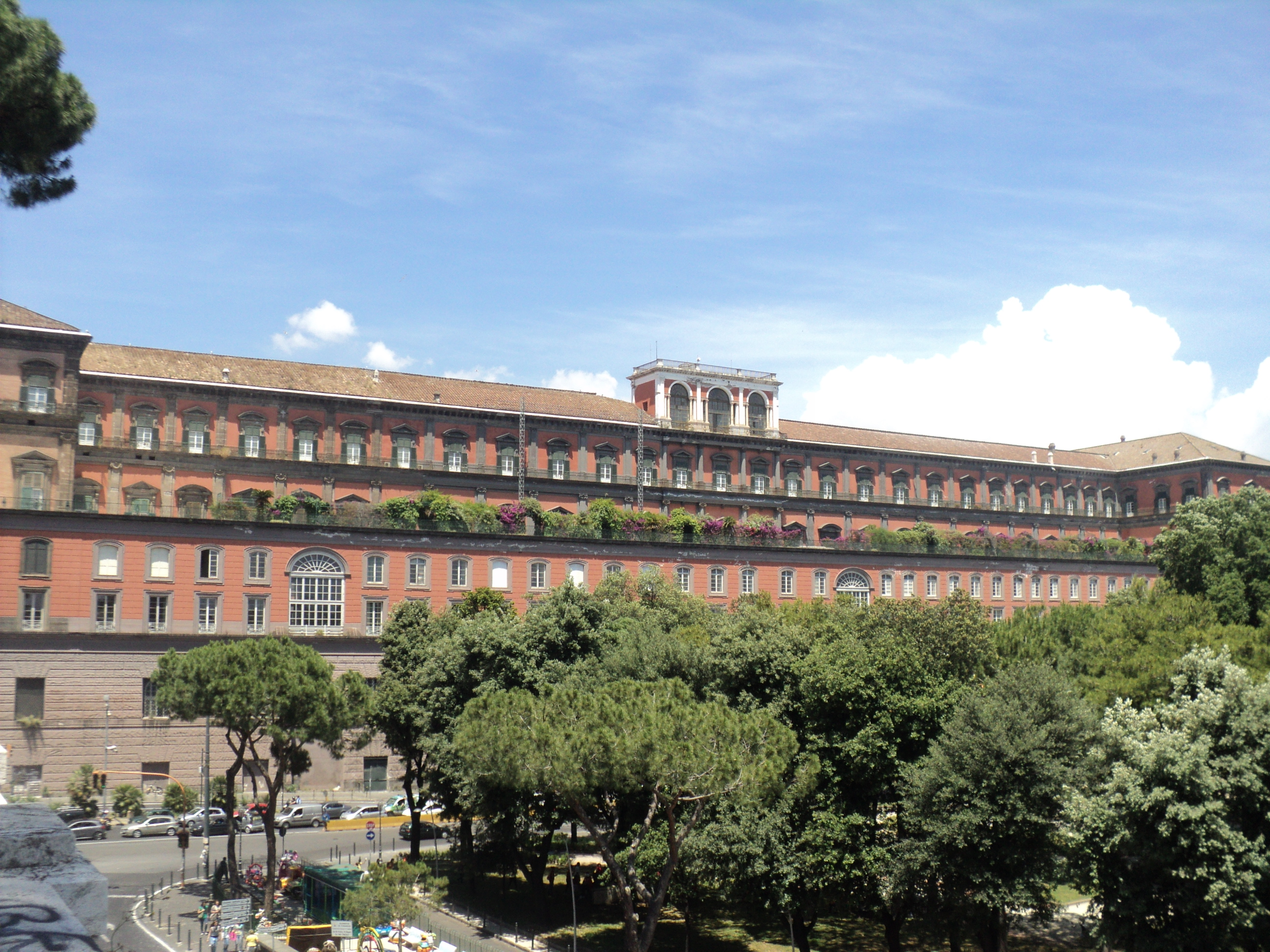
Façade
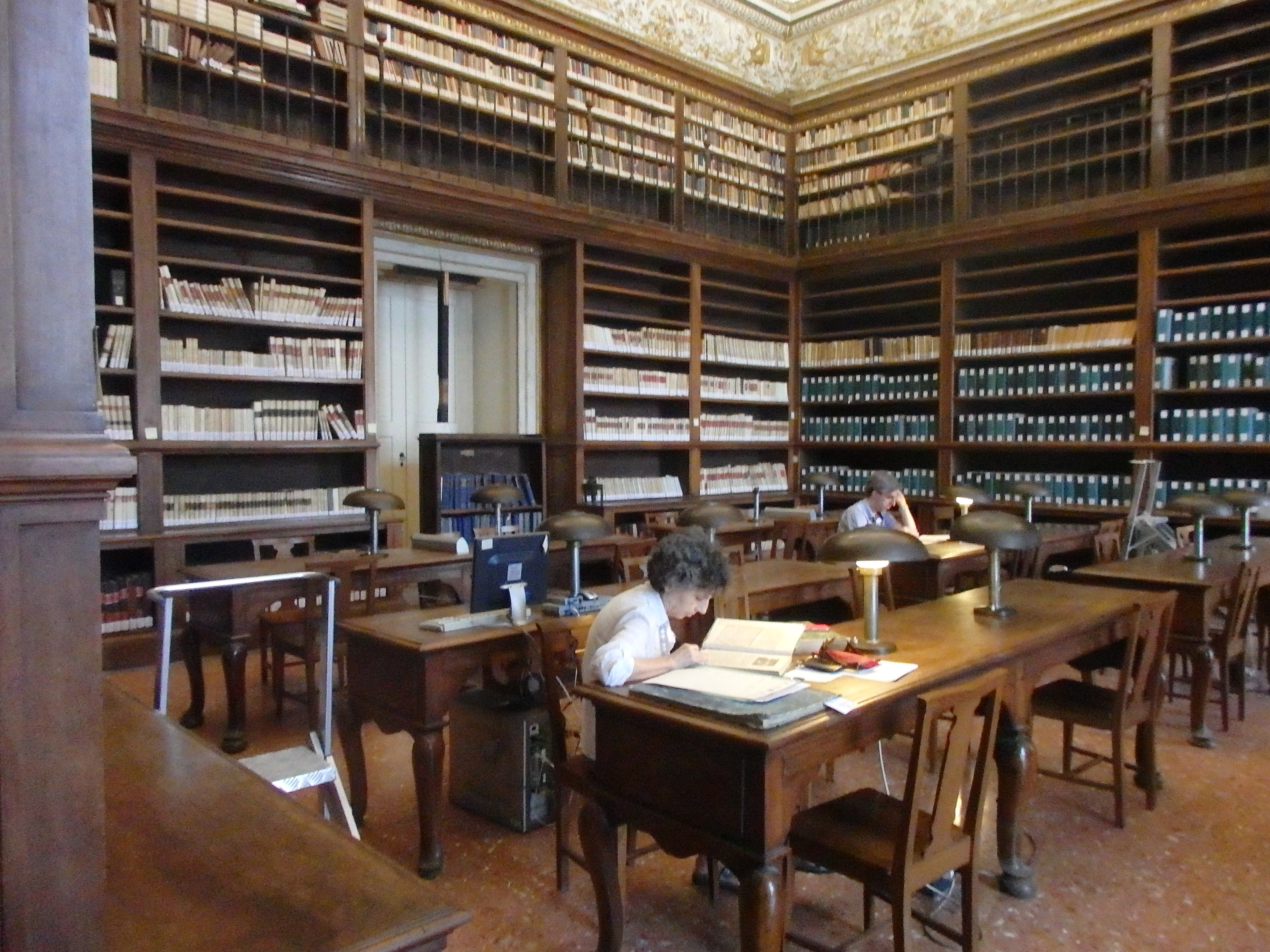
Intérieur
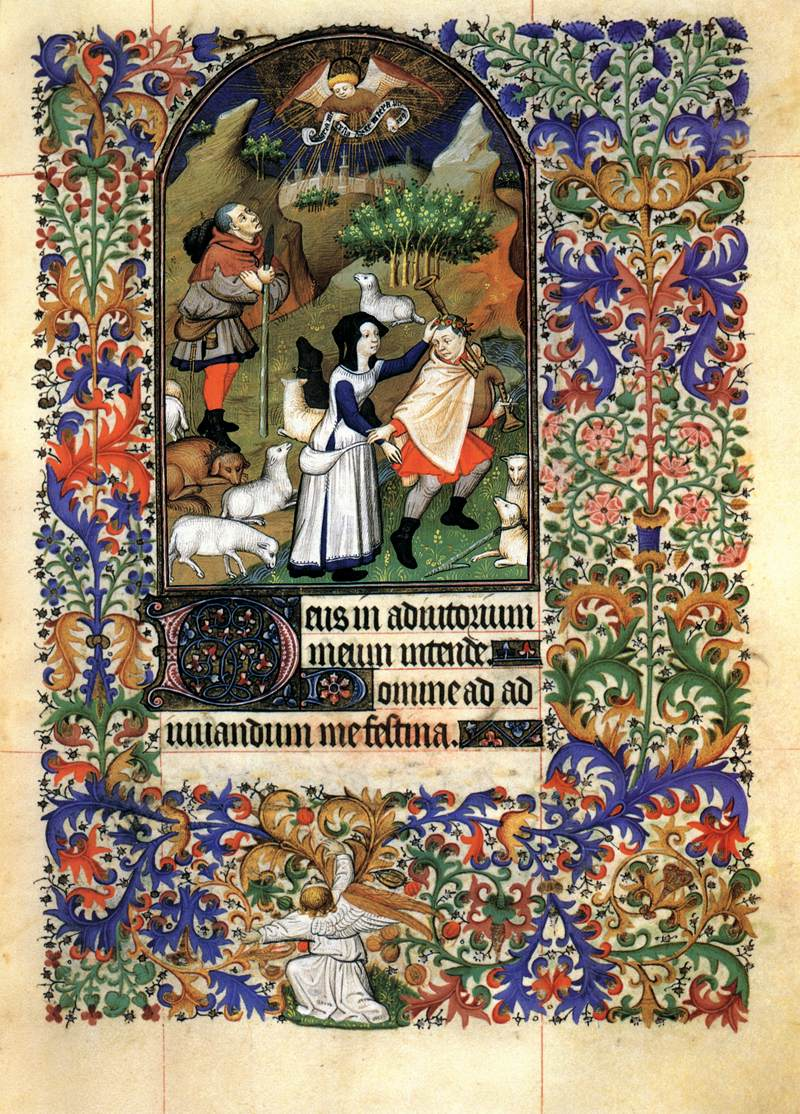
Livre d'heures
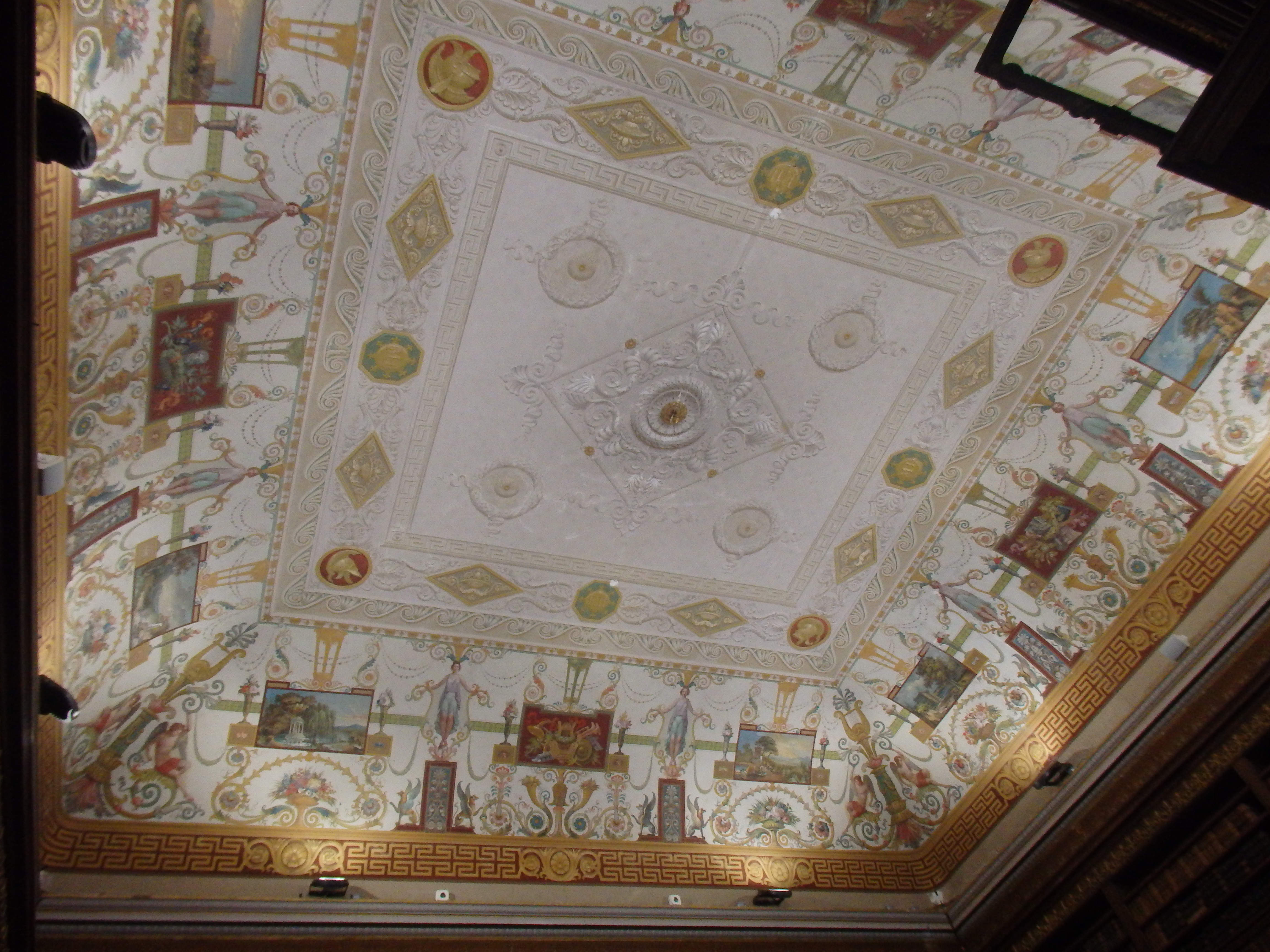
Plafond
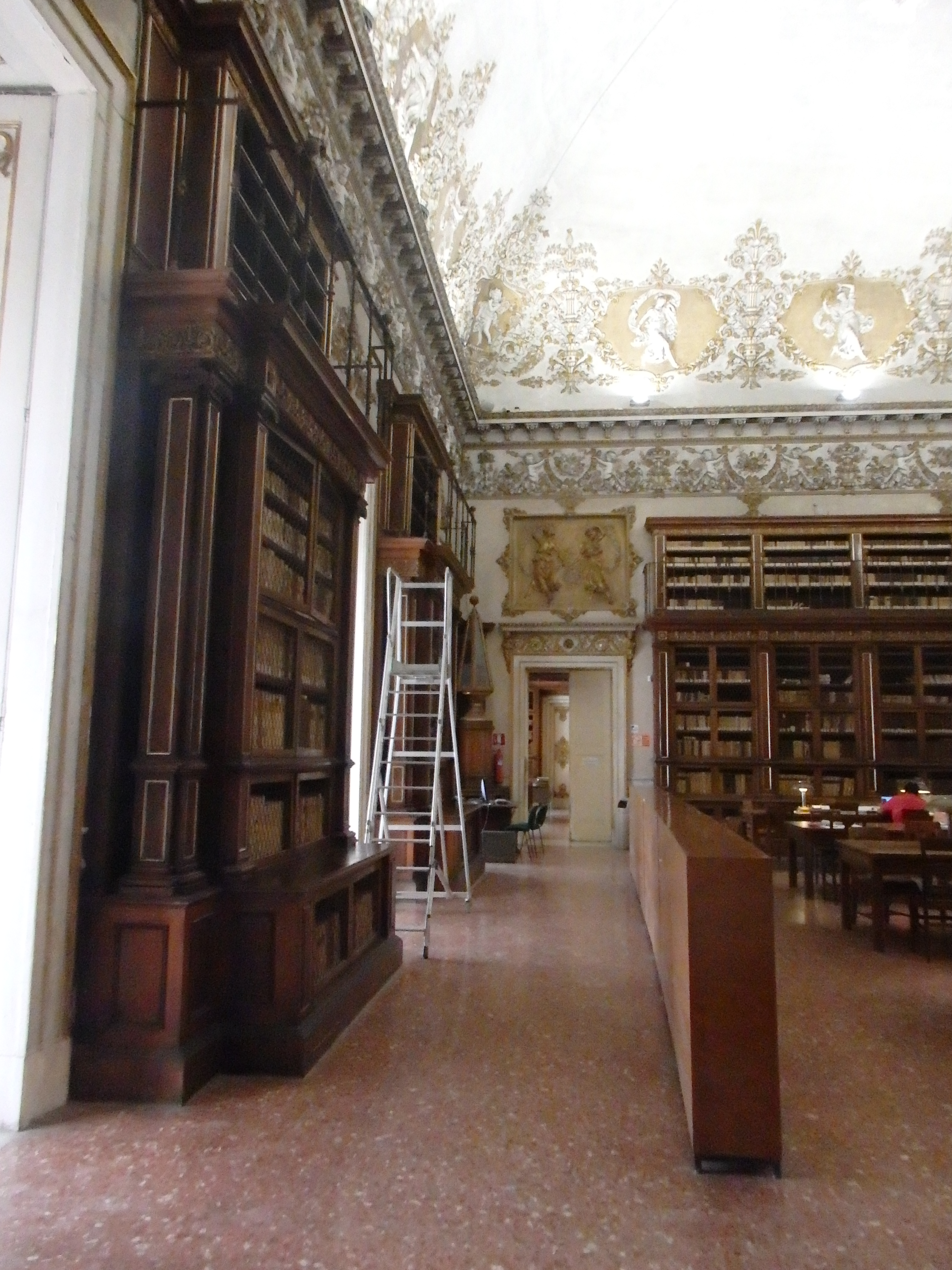
Salle